# Încredințarea copilului
Încredințarea copilului spre creștere și educare reprezintă o sintagmă introdusă în legislația românească de Codul Familiei, în anul 1954. Prin articolul 42 din acest cod, judecătorul era obligat să acorde, în cazul separării sau divorțului părinților, custodia asupra copilului doar unuia dintre cei doi părinți. Încredințarea copilului spre creștere și educare este sinonimă ca înțeles cu termenul de custodie unică așa cum apare el în literatura de specialitate din străinătate și, mai recent, în literatura de limba română.